# Episodi di Genitori in blue jeans (settima stagione)
La settima e ultima stagione della serie televisiva Genitori in blue jeans è stata trasmessa in anteprima negli Stati Uniti dalla ABC tra il 18 settembre 1991 e il 25 aprile 1992.
| nº | Titolo originale                   | Titolo italiano                 | Prima TV USA      | Prima TV Italia |
| -- | ---------------------------------- | ------------------------------- | ----------------- | --------------- |
| 1  | Back to School                     | Legge di gravità                | 18 settembre 1991 |                 |
| 2  | Stop, Luke and Listen              | Un posto dove vivere            | 25 settembre 1991 |                 |
| 3  | In vino veritas                    | Vino, no grazie                 | 28 settembre 1991 |                 |
| 4  | Paper Tigers                       | Psicanalisi e microonde         | 5 ottobre 1991    |                 |
| 5  | The Young and the Homeless         | Soap opera star                 | 12 ottobre 1991   |                 |
| 6  | Jason Sings the Blues              | Serata di gala                  | 19 ottobre 1991   |                 |
| 7  | The Kid's Still Got It             | Le balene non hanno pidocchi    | 26 ottobre 1991   |                 |
| 8  | There Must Be a Pony               | Feste notturne                  | 2 novembre 1991   |                 |
| 9  | The Big Fix                        | Tornado                         | 9 novembre 1991   |                 |
| 10 | Home Malone                        | Nonno Ed                        | 16 novembre 1991  |                 |
| 11 | Bad Day Cafe                       | Non è facile                    | 23 novembre 1991  |                 |
| 12 | B=MC2                              | Ben non è Einstein              | 30 novembre 1991  |                 |
| 13 | It's Not Easy Being Green          | Servizio fotografico            | 21 dicembre 1991  |                 |
| 14 | The Call of the Wild               | Lingua di vischio               | 4 gennaio 1992    |                 |
| 15 | Honest Abe                         | L'anello                        | 18 gennaio 1992   |                 |
| 16 | Vicious Cycle                      | Circolo vizioso                 | 1º febbraio 1992  |                 |
| 17 | Menage a Luke                      | Rivali in amore                 | 8 febbraio 1992   |                 |
| 18 | The Five Fingers of Ben            | Le cinque dita di Ben           | 22 febbraio 1992  |                 |
| 19 | Don't Go Changin'                  | Non cambiare                    | 29 febbraio 1992  |                 |
| 20 | The Truck Stops Here               | Vado con lui                    | 21 marzo 1992     |                 |
| 21 | Maggie's Brilliant Career          | Appesa ad una corda             | 4 aprile 1992     |                 |
| 22 | The Wrath of Con Ed                | Sosta forzata                   | 11 aprile 1992    |                 |
| 23 | The Last Picture Show (Part 1 & 2) | Ultimo spettacolo (1 e 2 parte) | 25 aprile 1992    |                 |
| 24 | The Last Picture Show (Part 1 & 2) | Ultimo spettacolo (1 e 2 parte) | 25 aprile 1992    |                 |